# Westerbouwing
De Westerbouwing was een uitspanning in de gemeente Renkum gelegen op de zuidpunt van de Veluwe op een hoge stuwwal tussen Heveadorp en Oosterbeek met uitzicht over de Nederrijn, de Betuwe, Driel, het Stuw- en sluizencomplex Driel en het Drielse Veer. Kijkend naar het oosten zijn Arnhem en Elst duidelijk zichtbaar en aan de horizon in het zuiden Nijmegen. Het restaurant is eigendom van Isabella Willemsen en Ruben Konings en wordt als evenementencentrum verhuurd en gebruikt voor recepties, feesten en partijen. De grond is van de gemeente Renkum en vrij toegankelijk.

## Geschiedenis[2][3]

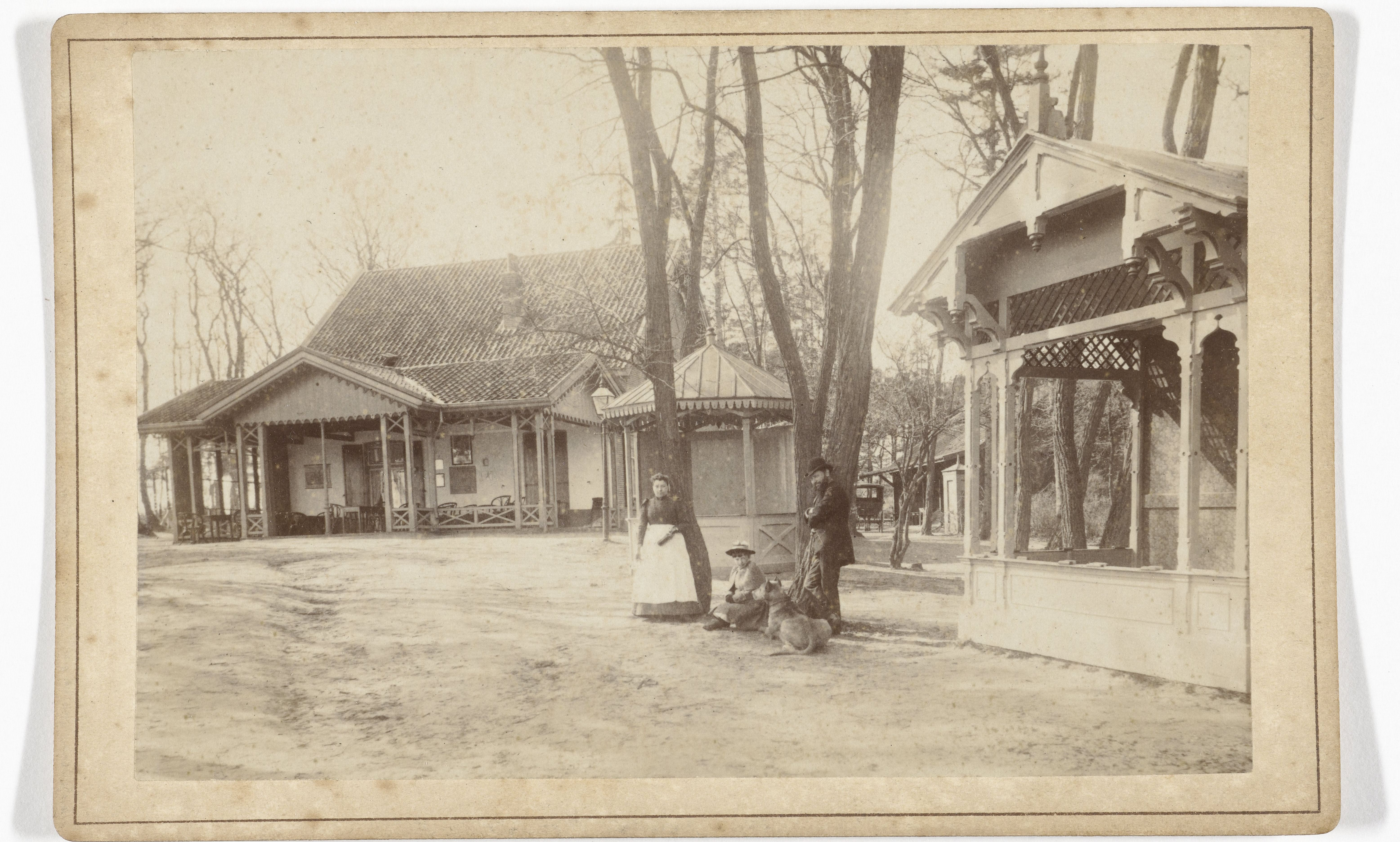
Foto Westerbouwing (ca. 1860-1880)

De naam Wester Bauwinge komt voor het eerst voor in 1760. Het gebied omschreven als een huis, schuur op den berg met opgaande hout en boomgaarden in eigendom van P. Egberts. Het gebied wordt in 1764 verkocht aan G. Tulleken, dan burgemeester van Arnhem.
In 1802 komt de uitspanning in bezit van de grootgrondbezitter D. Gaymans die er rond 1824 voor zijn familie een theekoepel liet bouwen. Na 1872, toen het landgoed aan E. Backer verkocht werd, werd de basis gelegd voor een toeristische attractie bij landgoed de Westerbouwing en werd een woning bij de theekoepel gebouwd, waar iets genuttigd kon worden. In 1877 volgden de eerste boottochtjes vanuit Arnhem naar het Drielse veer - ook eigendom van de fam. Backer. Hiervoor gebruikte men een fraaie salonboot voorzien van een vergulde zwaan op de boeg en van een glazen kajuit. De boot kreeg al snel de bijnaam Het Zwaantje.
In 1885 wordt de Westerbouwing verkocht aan de arts L. Fangman. Deze laat er een nieuw huis bouwen t.b.v. de weduwe Thomassen, de nieuwe pachtster van de uitspanning. Zij wordt in 1892 opgevolgd door O. Scharf die verantwoordelijk is voor de bouw van de nu nog bestaande steile trap omhoog. In 1896 gaat het eigendomsrecht van de Westerbouwing na overlijden van L. Fangman tot 1908 over op zijn dochter C. Fangman.
In 1908 verkoopt zij de Westerbouwing aan J. Scheffer. Deze laat de oude theekoepel slopen en vervangen door het eerste houten restaurant met als extra een muziekkoepel. Ook laat hij toegangspoorten opzetten bij ingangen.
In 1912 wordt de Westerbouwing aangekocht door de gemeente Renkum. Na wat problemen, omdat sprake is dat de gemeente de bossen wil afsluiten, ziet men van dit plan af en blijft de Westerbouwing met het buitengebied vrij toegankelijk. In de jaren 1930 volgt een modernisering van de uitspanning en bouwt men een uitkijktoren.
Gedurende de Tweede Wereldoorlog is de Westerbouwing vanwege zijn ligging uit tactisch oogpunt zeer belangrijk voor de Wehrmacht. Het terrein is met een vrij zicht over de rivier de Rijn en de Betuwe een ideale waarnemingspost. Ondanks dat tijdens de Slag om Arnhem in de directe omgeving zwaar wordt gevochten blijft het gebied in Duitse handen. Na de slag richten geallieerde beschietingen vanuit het bevrijde Nijmegen in het gebied zware schade aan en wordt de gehele uitspanning verwoest.
Na de bevrijding besluit de gemeente tot tijdelijke bouw en in 1946 wordt een noodgebouw opgeleverd. Ook wil men een speeltuin snel op orde hebben en in 1951 wordt de nieuwbouw van het cafe-restaurant met woonhuis en uitkijktoren opgeleverd. De nieuwe pachters zijn dan W. Giebing en D. van Kolfschoten. Ook de speeltuin wordt gerenoveerd en de bewegende houten kettingbrug blijkt zeer populair. Vanaf 1955 wordt ook de Zwaantrein ingezet voor rondritten en voor personenvervoer van en naar het Drielse veer. Ook dit blijkt een goede actie te zijn en langzaam groeit de Westerbouwing uit tot een klein attractiepark door de oplevering van de open stoeltjeslift. Dit wordt vanaf 1960 een grote publiekstrekker. De noodspeeltuin wordt vervangen door een nieuwe speeltuin met een kiosk/snackbar, kinderbaan, botsauto's, luchtkussen en dubbeldekkerbus met Disneyfilmpjes voor de kleintjes.
De komst van grote attractieparken elders in het land bleek voor de Westerbouwing funest te zijn. Er werd geen winst meer gemaakt en de concurrentiepositie was zo zwak dat men uiteindelijk in de jaren 1990 besloot tot sluiting van het kleine attractiepark de Westerbouwing. De kabelbaan werd afgebroken en op de masten werden zonnepanelen gezet. Ook alle toestellen en ornamenten van de speeltuin werden ontmanteld en verschroot of verkocht.
De Westerbouwing ging verder als evenementenlocatie onder de familie Giebing. Deze verkochten de opstallen eind 2003 aan Ton Janssen en Lidy Bodewes (o.a. eigenaren van Buitenpoort Catering).
De evenementenlocatie werd uitgebreid met de locatie Kabels, voorheen het gebouw waar de machine van de Kabelbaan was gehuisvest. De evenementenlocatie, die onder Janssen en Bodewes tot Landgoed Westerbouwing werd bestempeld, werd succesvol uitgebaat tot de verkoop aan Isabella Willemsen en Ruben Konings, eind 2022.

## Afbeeldingen

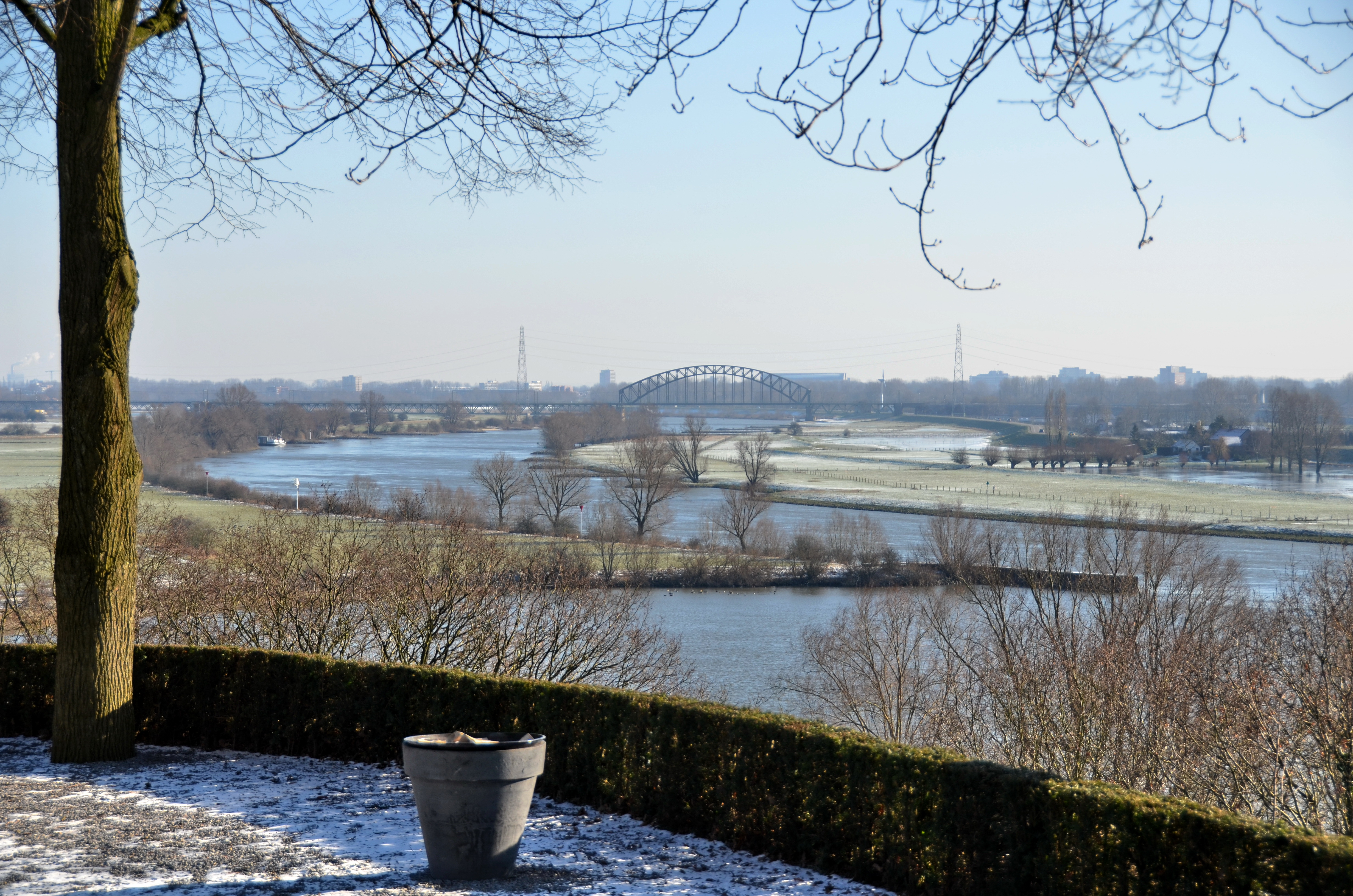
Uitzicht vanaf Westerbouwing in oostelijke richting
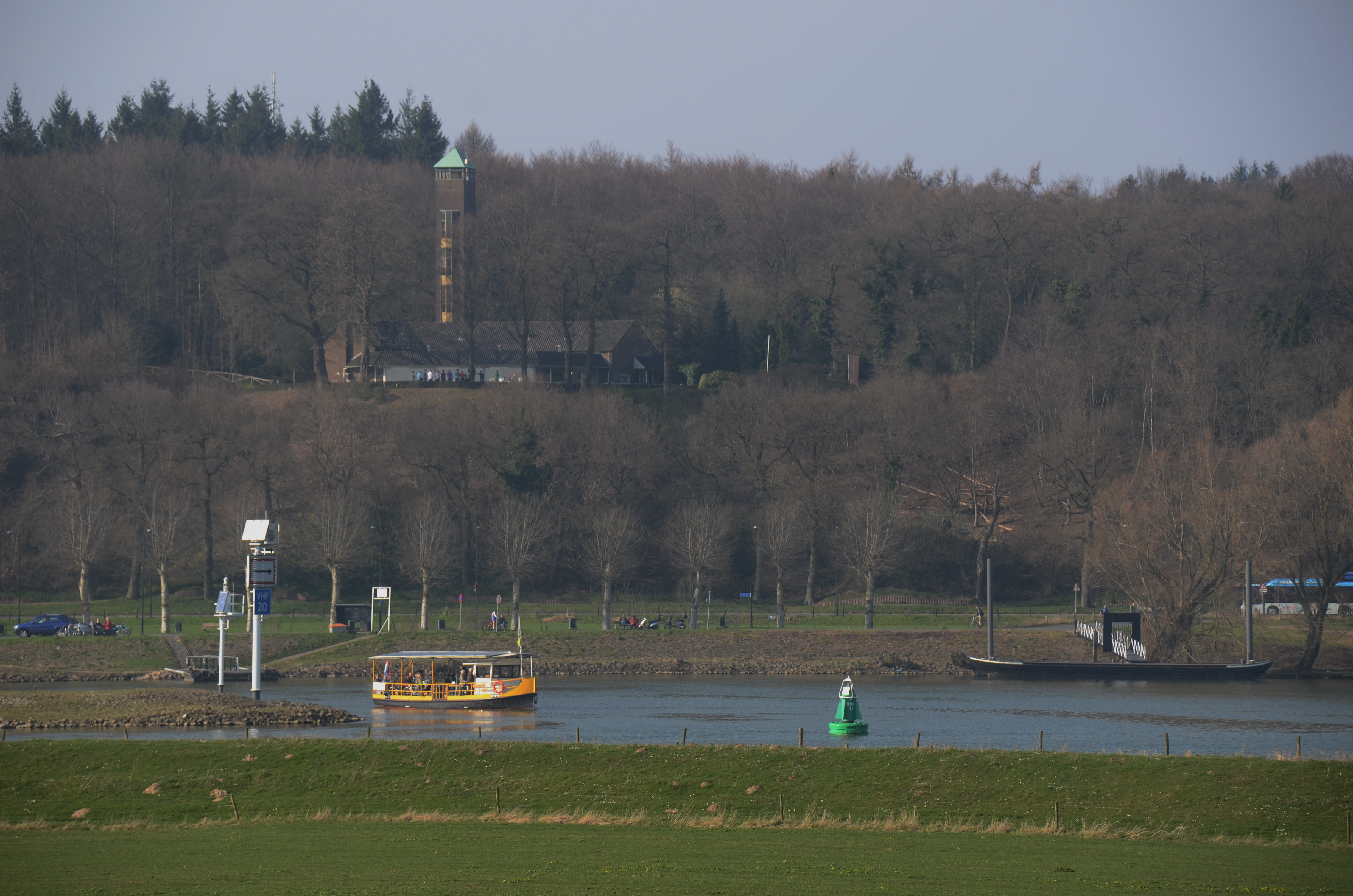
Zicht op Westerbouwing met op de voorgrond het Drielse Veer
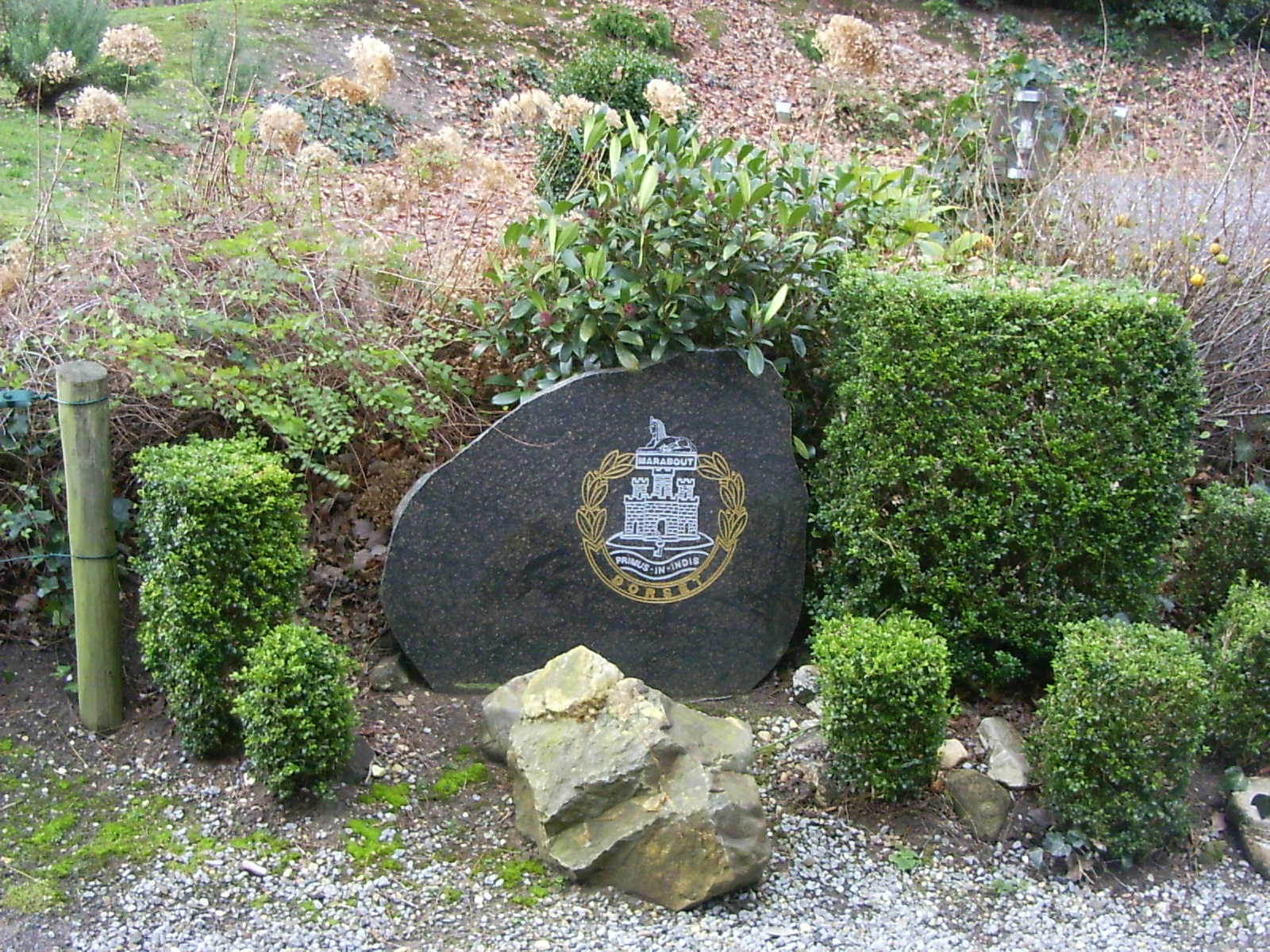
Herdenkingsplek Westerbouwing - Dorsetsteen
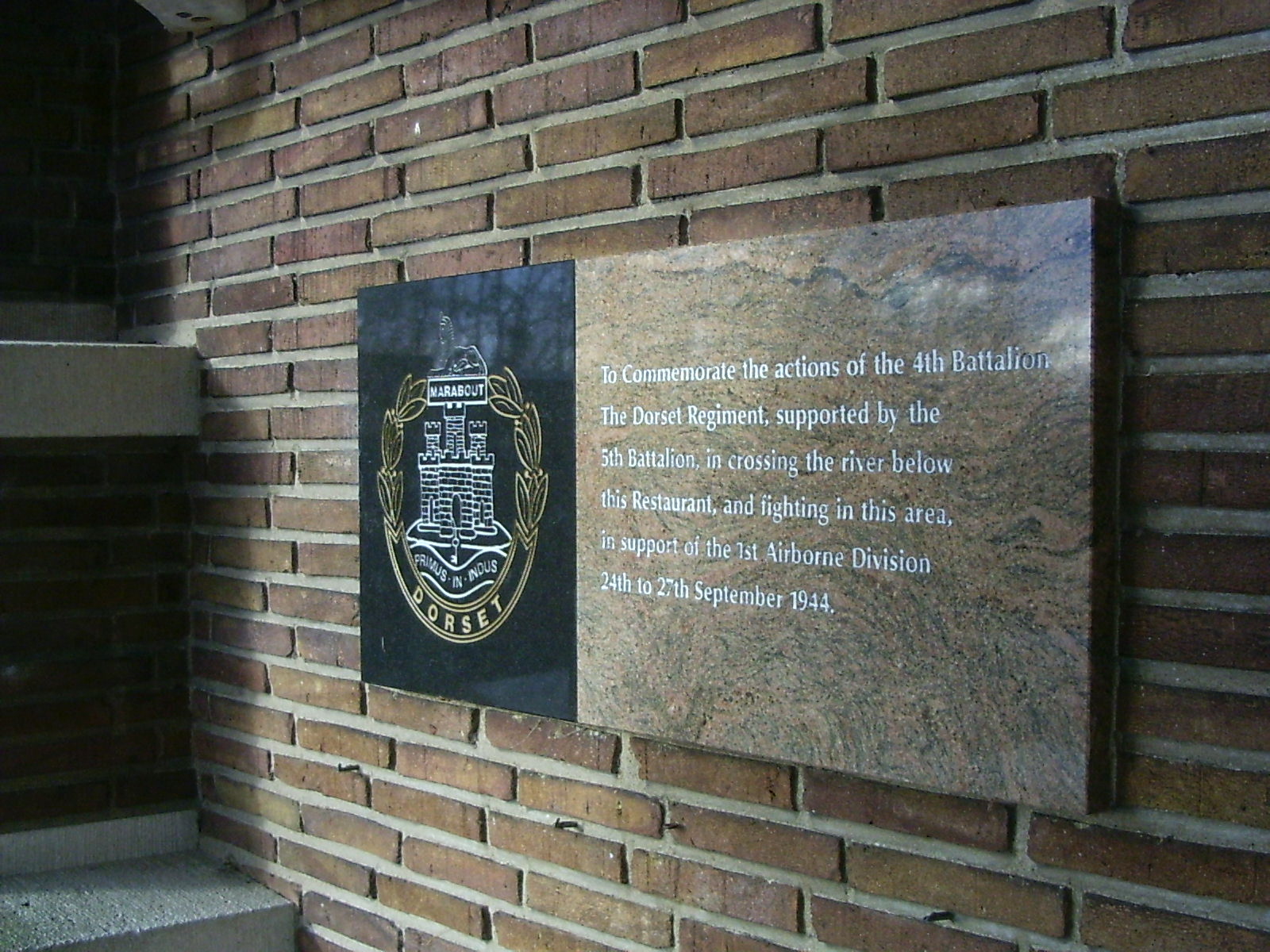
Herdenkingsplaquette Westerbouwing Dorset Regiment
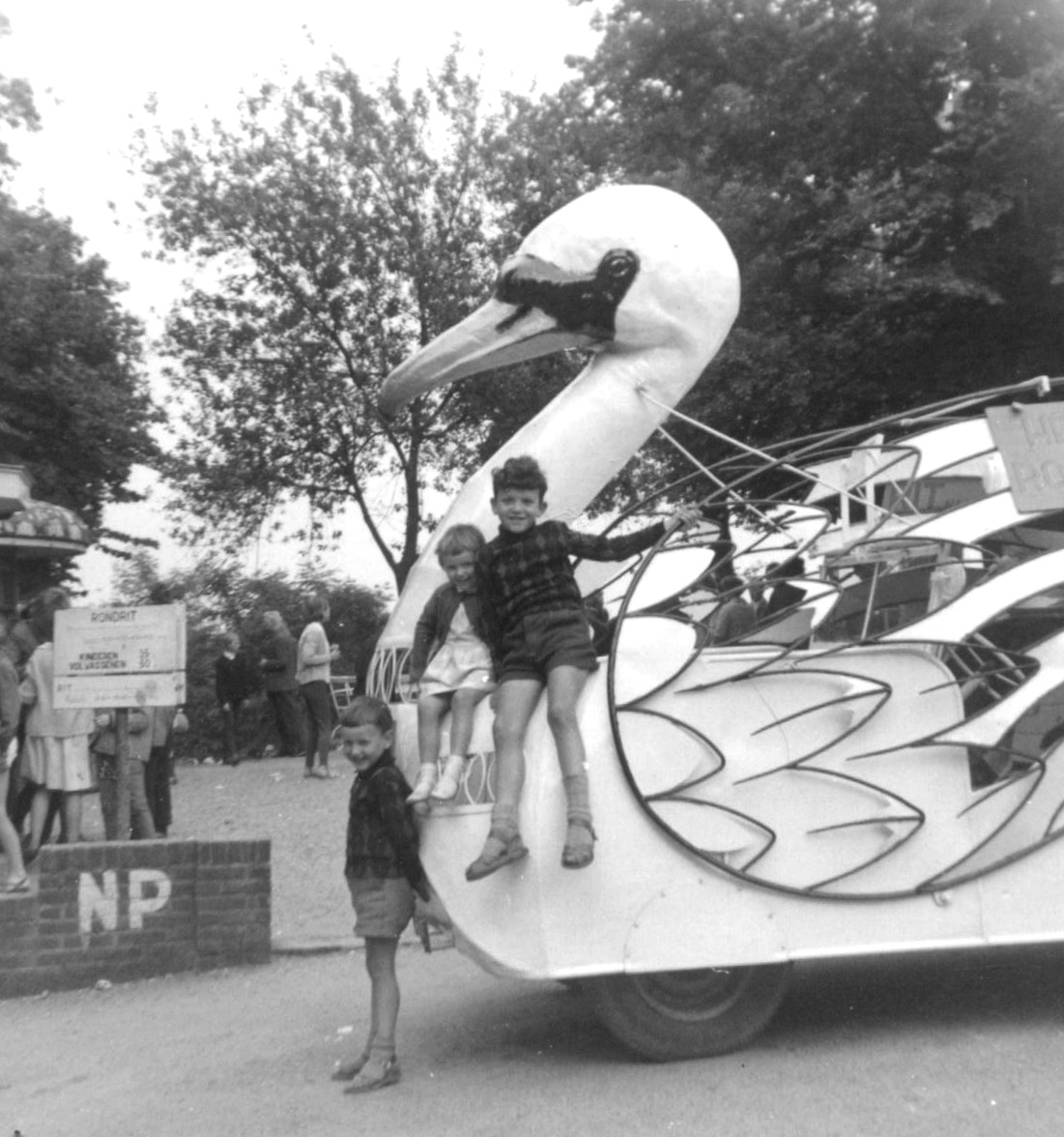
De Zwaantrein (1965)

## Eigenaren[2]
- P.Egberts 1760-1764
- G.Tulleken 1764-1802
- D.Gaymans 1802-1872
- E.Backer 1872-1885
- L.Fangman 1885-1897
- C.Fangman 1897-1908
- J.Scheffer 1908-1912
- Gemeente Renkum 1912-1989
- Rijnterras de Westerbouwing BV 1989-2004
- Ton Janssen en Lidy Bodewes 2004-2022
- Isabella Willemsen en Ruben Konings 2023